# Муравьёвский парк
Муравьёвский парк устойчивого развития — некоммерческое учреждение, расположенное на территории Муравьёвского заказника Тамбовского района Амурской области России. Территория устойчивого природопользования — особо используемая природная территория (ОИПТ).
Является местом произрастания более 700 видов растений; гнездования, отдыха и зимовки более 300 видов птиц, в том числе более 20 видов птиц, включенных в Красную книгу Российской Федерации.
Создан в 1996 году. Общая площадь парка — 6500 га. Постоянный штат парка составляет 7 сотрудников (2022 год).
В цели и задачи Парка входят:
- Улучшения условий обитания и восстановления редких видов и природных комплексов
- Внедрения устойчивых форм природопользования
- Повышения уровня образования и жизни населения
- Развития сотрудничества в Тихоокеанском регионе

## История
История создания Муравьёвского парка началась в начале 1980-х годов, когда у Сергея Смиренского, научного сотрудника Московского государственного университета им. М. В. Ломоносова, появилась идея в 65 км от города Благовещенска, центра Амурской области, где расположены обширные заливные луга в пойме реки Амур, создать негосударственный журавлиный парк.
В 1994 году с помощью Международного Фонда Охраны журавлей (США), Общества диких птиц Японии и промышленной компании «Pop Group Corporation» (Япония) в Тамбовском районе Амурской области были арендованы сроком на 49 лет 5192 га различных сельскохозяйственных угодий (пастбища, сенокосы, неугодья) из них 60 га пашни.
В 1996 году Муравьевский Парк был учреждён Международным Социально-экологическим Союзом (Москва).
Образовать здесь новую ООПТ (особо охраняемая природная территория — ограничивает её хозяйственное применение) означало лишить места работы местное население. Целью же С. Смиренского было создать такую территорию, где могли бы сосуществовать вместе как люди, так и животные, не нарушая интересы друг друга, таким образом парк стал первой негосударственной территорией устойчивого природопользования.

## Природоохранная деятельность
На территории парка гнездятся японский и даурский журавли, являющиеся краснокнижными видами.
Парк и прилежащие угодья входят в список водно-болотных угодий международного значения.
На территории Парка с первых лет его основания и до начала пандемии коронавируса каждое лето проходили эко-лингвистические школы, что стало привлекать внимание местного населения к острым экологическим проблемам, помогло привить любовь к природе родного края. В течение лета проводилось несколько лагерных смен, во время которых дети получали на практике экологические и биологические занания, практиковали иностранные языки. В проведении лагерных смен участвовали преподаватели и волонтеры из России и других государств.

## Питомник
В 2007 году в питомнике Муравьевского парка начала сформировываться первая журавлиная пара, что послужило основанием для программы по реинтродукции японского журавля в дикую природу. За более чем десяток лет существования питомника Парк продолжает выпускать, передавать и получать птиц из других питомников и зоопарков.
Японские журавли Квотер и Снежинка, выпущенные в дикую природу Парком в 2020 и 2021 годах, были оснащены GPS-передатчиками, что позволяет отслеживание их путей и время миграции. Изначально Квотер не смог прибиться к опытным диким птицам и выбрал ошибочную траекторию в Приморье. Птица была спасена благодаря помощи, оказанной местными орнитологами. На следующий год Квотер успешно нашел себе партнершу и улетел на зимовку на берег Желтого моря в Китае. Снежинка уже второй год зимует в китайском государственном природном заповеднике Ляохэкоу.

## Пожар
9 и 10 мая 2025 года по территории Муравьевского заказника и Муравьевского парка прошел крупный пожар. За 2 дня выгорела большая часть водно-болотных угодий и рощ, нанесен значительный ущерб местам гнездования журавлей и аистов.